# Gunzo von Worms
Gunzo († 18. November 872) war ab 856, „vor 858“ oder ab 859 bis zu seinem Tod Bischof von Worms.
Informationen zu seiner Person und Amtszeit gibt es nur punktuell. Über seine Herkunft ist nichts bekannt. 858 vermittelte in einem Streit zwischen Bischof Gebhard I. von Speyer und den Erben eines Schenkers. Weiter sind Urkunden erhalten, nach denen er sich beim Gütererwerb für das Cyriakusstift in Neuhausen einsetzte.
868 war er Gastgeber der Synode von Worms, bei der sich Geistliche aus dem gesamten Ostfrankenreich trafen, und die langwirkende kirchenrechtliche Beschlüsse fasste.
In seiner Amtszeit wurde der Wormser Dom 872 von einem Blitz getroffen und brannte ab.
Seine Grabinschrift ist in einer Abschrift aus dem 16. Jahrhundert überliefert:

„Guntzo sepultus humo conclusit lunina fumo,

Non jacet in clumo Guntzo sepultus humo.

Gaudea Guntzo capit cælestia præsul honestus

Vivit et haud mœstus gaudia Guntzo capit.“